# Katalin Bregant

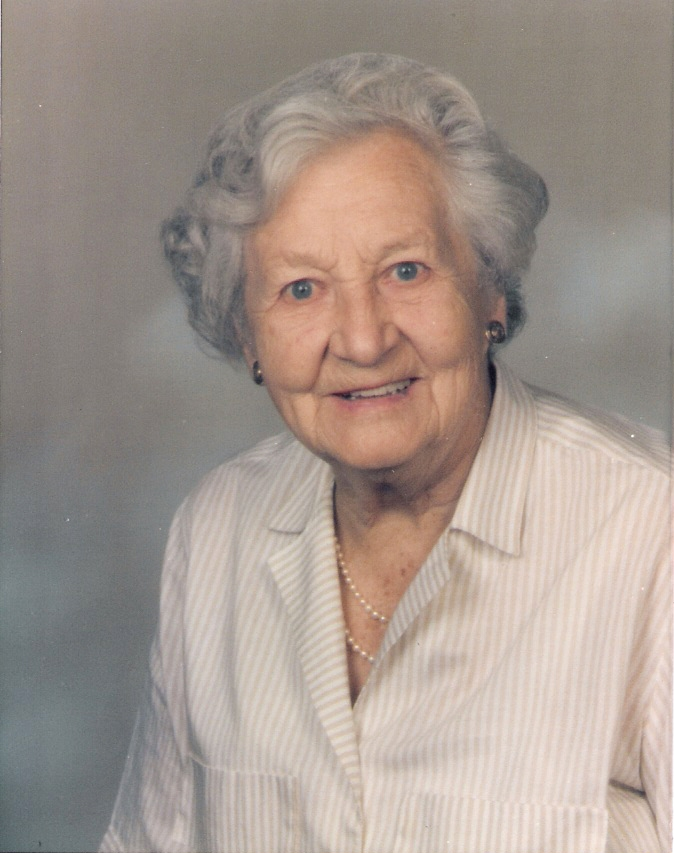
Katalin Bregant 1988

Katalin Bregant (auch Kathalin Bregant-Fautz; * 1. Dezember 1893 in Csoma bei Kaposvár, Königreich Ungarn; † 2. Juli 1991 in Graz, Steiermark), geb. Kathalin Edle von Fautz, war Vizepräsidentin des Steirischen Roten Kreuzes und Ehrenmitglied des Österreichischen Roten Kreuzes.

## Leben

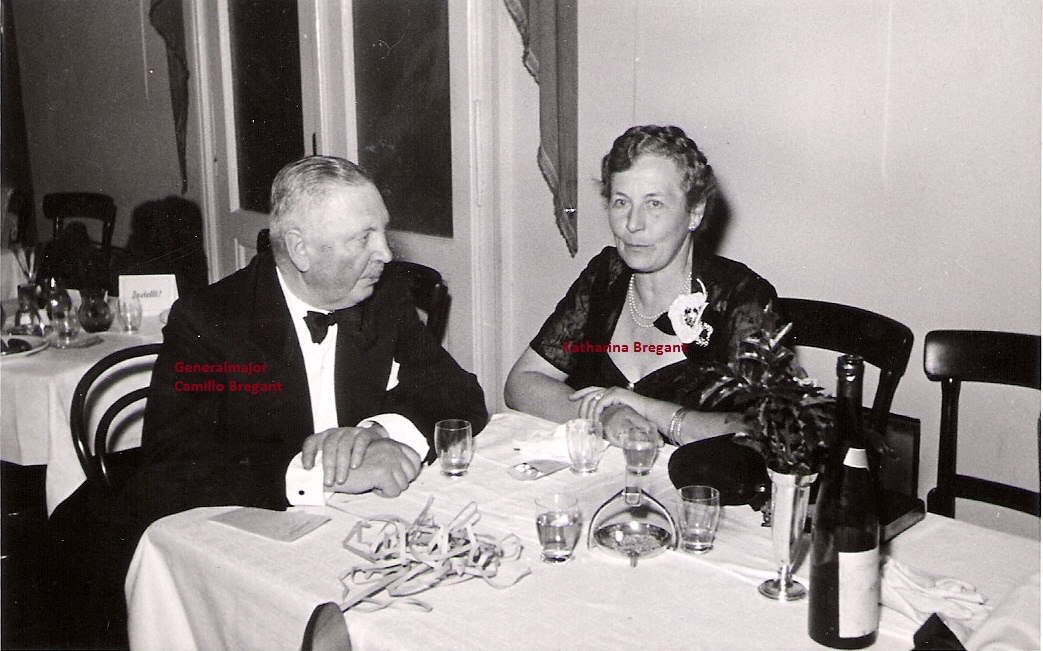
Katalin und Camillo Bregant 1950

Sie wurde als Tochter von Ludwig Ritter von Fautz (1865–1936) im Jahr 1893 geboren und wuchs in Somogyszil südlich des Plattensees im Königreich Ungarn auf einem feudalen Verwalterwohnsitz auf. Ihr Vater war in Diensten der Grafen Hunyady Herr über 40.000 Hektar Grundbesitz und eine Traber-Pferdezucht und sie war die Großnichte des Ludwig von Fautz (1811–1880), österreichischer Admiral und Marinekommandant.
Im Frühsommer 1914 anlässlich der alljährlichen Kaisermanöver wurde ihr Mann, der spätere Generalmajor Camillo Bregant, damals noch Oberleutnant, in Szyl am Gut einquartiert. Nach drei Jahren und einer Verwendung als Rote Kreuz-Schwester in einem Rekonvaleszentenspital an der Front in Galizien heirateten sie am 22. August 1917. Für die Heiratserlaubnis musste die sogenannte „Kaution“ durch ihren Vater hinterlegt werden. Diese Finanzhinterlegung ging in eine Kriegsanleihe und war bei Kriegsende unwiderruflich verloren. Der Hausstand wurde in der Garnisonsstadt Marburg an der Drau bezogen. Der Friedensvertrag für Deutschösterreich von St. Germain verfügte die Abtrennung der Untersteiermark und somit auch Marburgs an das Königreich Jugoslawien. Mit der Verlegung der Reste der 5-er Dragoner in die große Reiterkaserne im Bezirk St. Leonhard übersiedelte sie mit ihrem Gatten nach Graz.
Im Jahr 1934 wurde ihr Ehemann im Ständestaat als Generalmajor z. b. V. (zur besonderen Verwendung), als „notorisch kaisertreu“, in den vorläufigen Ruhestand versetzt. Nach dem Anschluss Österreichs an das Deutsche Reich wurde ihr Mann ebenfalls z. b. V. gestellt, da politisch nicht vertrauenswürdig. Es wurde der Familie sogar das Verfügungsrecht bzw. die „Bauernfähigkeit“ über einen Besitz in der Gemeinde Glanz an der Weinstraße entzogen und ein Zwangsverwalter für die 24 Hektar große Landwirtschaft eingesetzt.

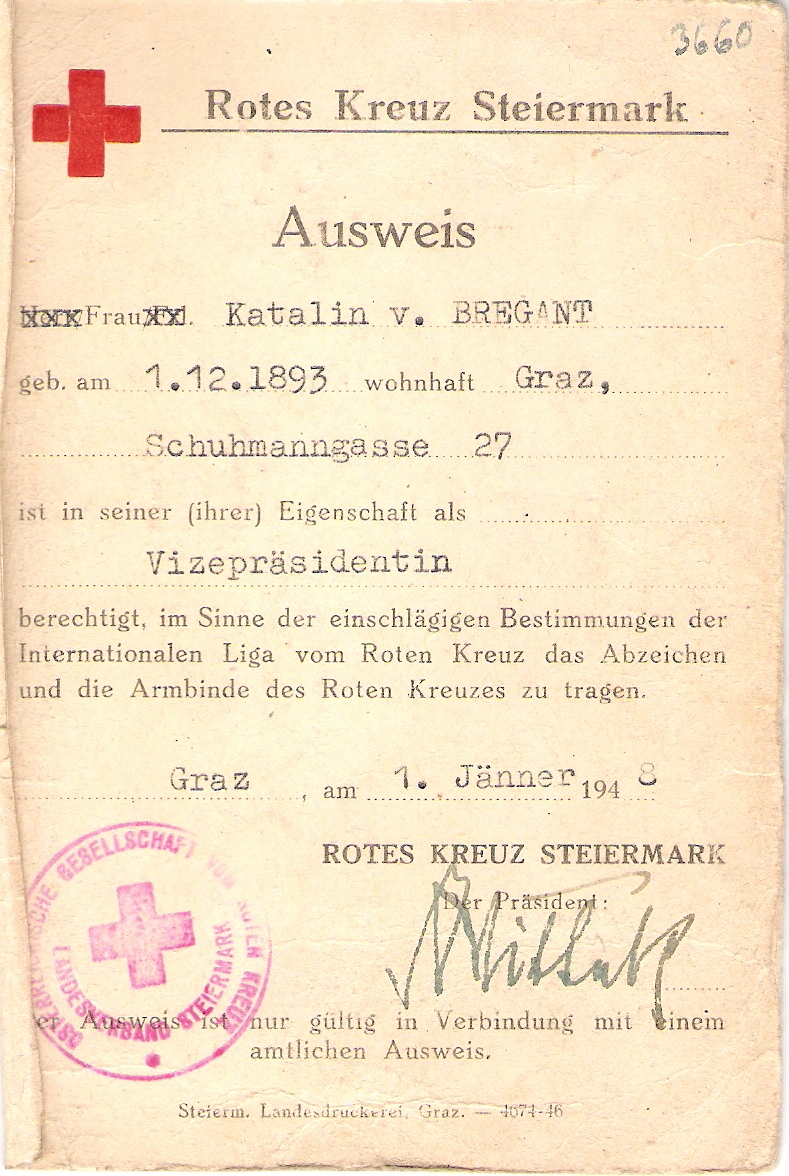
Dienstausweis des Roten Kreuzes

Nach dem Zweiten Weltkrieg wurde die Steiermark Besatzungszone der Briten. Aufgrund ihrer Englischkenntnisse diente sie der britischen Besatzungsmacht als Dolmetscherin. Diese baute mit Militärsanitätskraftwagen einen mobilen Rotkreuzdienst auf (bei Kriegsende stand nur ein großer Leiterwagen zum Krankentransport zur Verfügung). Im Jahr 1947 erfolgte die Gründung des Steirischen Roten Kreuzes mit Arnold Wittek als Präsidenten und Katalin Bregant als Vizepräsidentin (1947–1973).
Weiters wurden von ihr Ferienaufenthalte steirischer Kinder in der Schweiz organisiert („Schokoladezüge“), die sie auch selbst mehrfach begleitete. Auch war sie an führender Stelle im Jahre 1956 im Rahmen der Hilfsaktionen für Ungarnflüchtlinge tätig, wobei ihr die Muttersprache Ungarisch zustattenkam.
Später engagierte sie sich auch in der Sozialbetreuung der Bevölkerung in den steirischen Grenzlandbezirken (vor allem im Bezirk Leibnitz an der steirischen Grenze zur damaligen Republik Jugoslawien). 1973 trat sie in ihrer Funktion zurück, stellte aber ihre Erfahrung dem Präsidium bis ins hohe Alter zur Verfügung.

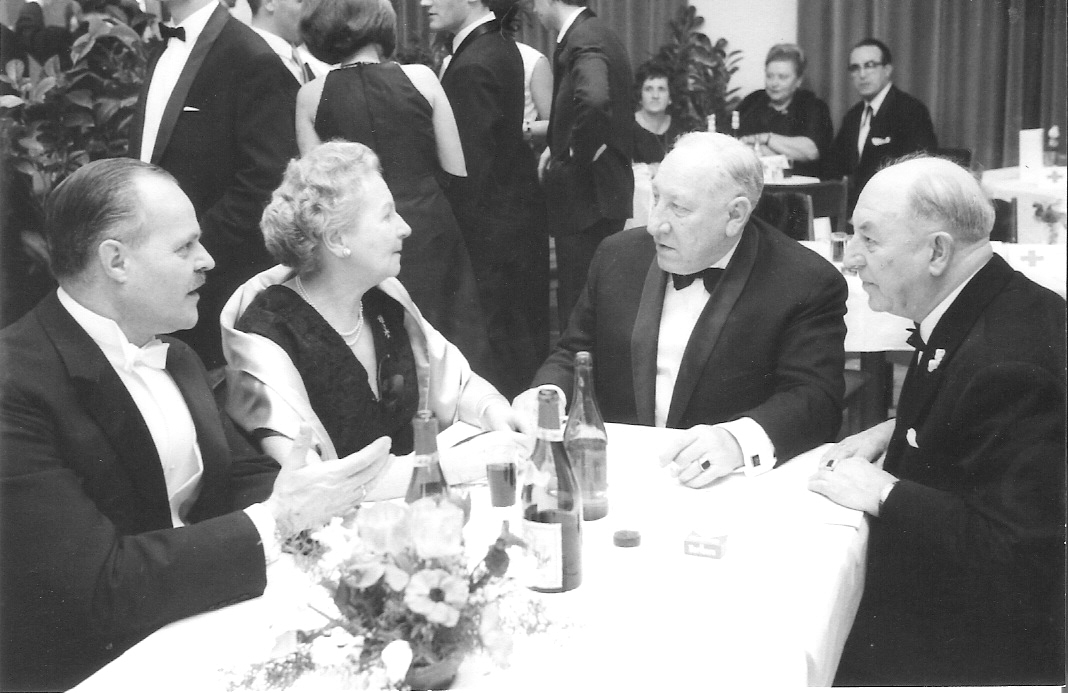
Katalin Bregant 1968

## Ehrungen
- Am 8. Dezember 1973 wurde Katalin Bregant die Ehrenmitgliedschaft des  Österreichischen Roten Kreuzes verliehen.
- Am 4. Dezember 1981 erhielt sie aus der Hand des damaligen Landeshauptmannes der Steiermark Josef Krainer das Große Ehrenzeichen des Landes Steiermark.[7]
- Am 20. Dezember 1988 anlässlich ihres 95. Geburtstages wurde ihr auch das Große Goldene Ehrenzeichen des Landes Steiermark überreicht.[8][9]